# Notropis mekistocholas
Espèce
Statut de conservation UICN

 EN B1ab(iii,v)+2ab(iii,v) : En danger
Notropis mekistocholas est une espèce de poissons d'eau douce de la famille Cyprinidae.

## Répartition
Ce poisson taxon endémique du centre de l'État de Caroline du Nord (Sud-Est des États-Unis) où il ne se rencontre que dans des ruisseaux peu profonds du bassin du fleuve Cape Fear.

## Description
Notropis mekistocholas peut mesurer jusqu'à 77 mm de longueur totale mais sa taille habituelle est d'environ 55 mm,. Sa couleur générale est jaune et ses lèvres sont noires ; une bande noire court le long des flancs. 

## Protection
L'UICN place cette espèce comme « en danger » et ce en raison de sa petite population et des menaces qui pèsent sur son habitat à travers la construction de barrages et la pollution.

## Systématique
Le nom valide complet (avec auteur) de ce taxon est Notropis mekistocholas Snelson (d), 1971.

### Étymologie
Son épithète spécifique, du grec ancien μήκιστος, mḗkistos, « le plus grand », et χολάς, cholás, « intestin », fait référence à son intestin allongé et enroulé qui est une adaptation à son régime herbivore.

### Publication originale
- (en) Franklin F. Snelson, Jr., « Notropis mekistocholas, a new herbivorous cyprinid fish endemic to the Cape Fear River basin, North Carolina », Copeia, États-Unis, vol. 1971, no 3,‎ 1971, p. 449-462.